# RFU Championship 2016-17
La RFU Championship 2016-17, conocida por razones de patrocinio como Greene King IPA Championship, fue la trigésima edición del torneo de segunda división de rugby de Inglaterra.

## Primera fase
| Pos. | Equipo              | Encuentros | Encuentros | Encuentros | Encuentros | Tantos | Tantos | Tantos | PB | Puntos |
| Pos. | Equipo              | PJ         | PG         | PE         | PP         | F      | C      | Dif    | PB | Puntos |
| ---- | ------------------- | ---------- | ---------- | ---------- | ---------- | ------ | ------ | ------ | -- | ------ |
| 1    | London Irish        | 20         | 19         | 0          | 1          | 712    | 290    | 422    | 14 | 91     |
| 2    | Yorkshire Carnegie  | 20         | 15         | 0          | 5          | 619    | 461    | 158    | 14 | 74     |
| 3    | Ealing Trailfinders | 20         | 12         | 1          | 6          | 584    | 427    | 157    | 10 | 60     |
| 4    | Doncaster Knights   | 20         | 12         | 0          | 8          | 514    | 424    | 90     | 10 | 58     |
| 5    | Jersey Reds         | 20         | 11         | 0          | 9          | 459    | 451    | 8      | 14 | 58     |
| 6    | Cornish Pirates     | 20         | 9          | 2          | 9          | 559    | 497    | 62     | 15 | 55     |
| 7    | London Scottish     | 20         | 7          | 0          | 13         | 465    | 605    | −140   | 12 | 40     |
| 8    | Bedford Blues       | 20         | 6          | 1          | 13         | 496    | 569    | −73    | 14 | 40     |
| 9    | Nottingham RFC      | 20         | 7          | 1          | 12         | 419    | 542    | −123   | 9  | 39     |
| 10   | Richmond FC         | 20         | 5          | 0          | 15         | 347    | 585    | −238   | 6  | 26     |
| 11   | Rotherham Titans    | 20         | 4          | 1          | 15         | 333    | 656    | −323   | 4  | 22     |

|  | Semifinalistas. |

## Fase final

### Semifinal

#### Semifinal 1
| 28 de abril de 2017 | Ealing Trailfinders | 16 - 34 | Yorkshire Carnegie |  |  |

| 5 de mayo de 2017 | Yorkshire Carnegie | 18 - 20 | Ealing Trailfinders |  |  |

#### Semifinal 2
| 30 de abril de 2017 | Doncaster Knights | 3 - 35 | London Irish |  |  |

| 6 de mayo de 2017 | London Irish | 39 - 22 | Doncaster Knights |  |  |

### Final
| 17 de mayo de 2017 | Yorkshire Carnegie | 18 - 29 | London Irish |  |  |

| 24 de mayo de 2017 | London Irish | 55 - 48 | Yorkshire Carnegie |  |  |

| Bandera de Inglaterra |
| Campeón London Irish  |
| Primer título         |